# Pimpinella valleculosa
Pimpinella valleculosa là một loài thực vật có hoa trong họ Hoa tán. Loài này được K.T. Fu miêu tả khoa học đầu tiên năm 1981.